# Надглоточный ганглий
Надгло́точный га́нглий или головно́й мозг (англ. supraesophageal ganglion, brain, microbrain) — головной орган центральной нервной системы насекомых, получающий и обрабатывающий мультисенсорную информацию из первой, второй и третьей метамер, а также, формирующий двигательные команды, координирующие двигательные реакции. Является верхней частью окологлоточного нервного кольца, соединяющийся нервным коннективом с подглоточным ганглием.

## Отделы головного мозга насекомых
Надглоточный ганглий расположен дорсально к пищеводу и состоит из трёх частей, каждая из которых представляет собой пару ганглиев, которые могут быть более или менее выраженными, редуцированными или сросшимися в зависимости от рода насекомого:

### Протоцеребрум

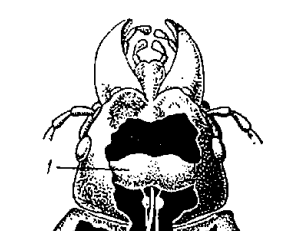
1. Протоцеребрум жужелицы.

Передний наиболее крупный и сложно устроенный отдел головного мозга насекомых, обладающий в межцеребральной части оцеллярными нервами, иннервирующие оцеллярные ганглии, связанные с телами сенсорных нейронов простых дорсальных глаз, а также громадными оптическими долями сложных глаз. Нейропилярные массы, образованные отростками нервных клеток, определяют подразделение протоцеребрума на следующие главные части:

#### Протоцеребральные лопасти
Два возвышения на внешней передней поверхности протоцеребрума, переходящие по бокам в громадные оптические доли.

#### Протоцеребральный мост
Вытянутое в поперечном направлении тесное переплетение нервных отростков групп нервных клеток с двумя группами ассоциативных клеток по концам, лежащий во внутренней дорсальной области головного мозга.

#### Центральное тело
Лежащее ниже протоцеребрального моста, подобно последнему, оно вытянуто в поперечном направлении, но в меньшей степени, и имеет овальную форму, состоящее из нервных разветвлений, которые образуют несколько отдельных сплетений, и поэтому обнаруживает подразделение на соответствующее число частей. Центральное тело не имеет клеток, специально, с ним связанных, но в нём оканчиваются волокна, доходящие до него из других частей головного мозга.
Центральное тело является основным источником возбуждающих влияний протоцеребрума. После выжигания нейронов центрального тела все двигательные акты подавляются, а их локальное раздражение электрическим током активирует ходьбу и полёт насекомых. Протоцеребральный мост и центральное тело, соединяя симметричные доли протоцеребрума и, воспринимая нервные импульсы посредством аксонов от других центров, координируют двигательные реакции сегментов тела, определяя, в частности, согласованность работы дыхалец.

#### Стебельчатые тела

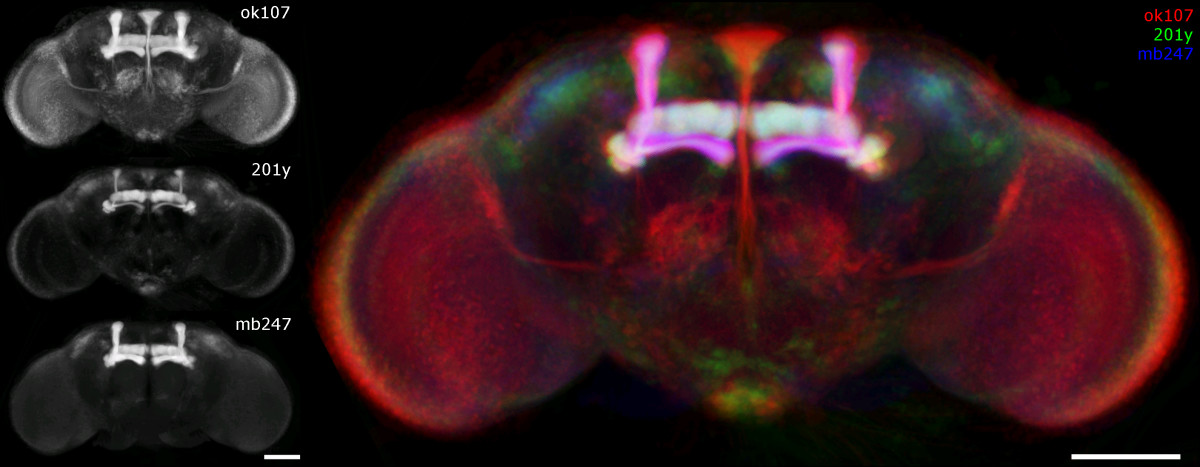
Стебельчатые тела в мозге мушки-дрозофилы.

Называемые также грибовидными телами или фронтальными лопастями представляют собою, не считая оптических долей, наиболее сложно устроенную часть головного мозга, и считаются важными ассоциативными центрами. Они расположены во внутренней дорсальной части мозга рядом с протоцеребральными лопастями. Каждое стебельчатое тело состоит из расширенной верхней части (чашечки или шляпки) и из нижней части (ножки или стебелька). Чашечка формируется из глобулярных нейронов и в большинстве случаев бывает подразделена на две части. От каждой такой части начинается ножка, сливающаяся ниже в одну. Ножка сначала направляется вниз, но затем загибается медиально и делится на два корешка. Один из них, задний, направлен дорсально, другой, медиальный, идёт к середине головного мозга. Клетки стебельчатого тела дают осевые отростки и входят в ножку. Дендриты этих клеток образуют многочисленные разветвления в стенке чашечки, где они встречаются с концевыми разветвлениями отростков, принадлежащих клеткам других частей мозга.
Стебельчатые тела являются источниками импульсов затормаживающих дыхательные движения насекомого. После удаления стебельчатых тел наблюдается гипервентиляция трахей.

#### Вентральные тела
Иногда относят к дейтоцеребруму. Они расположены во внутренней нижней части протоцеребрума, далеко отставлены друг от друга и соединены длинной первой комиссурой. У насекомых лучше всего развиты у чешуекрылых.

#### Межцеребральная часть
Лежит между стебельчатыми телами и является первичным зрительным центром, ведущая нервы к простым и сложным глазам.

#### Оптические доли

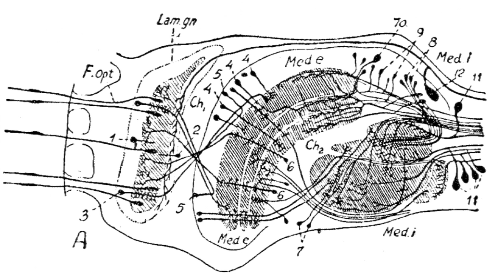
Схема расположения частей в оптической доле личинки стрекозы (слева направо к мозгу):
F. opt — прямые оптические волокна
Lam. gn — ганглиозная пластинка
Med. e — первая медуллярная пластинка
Med. i — вторая медуллярная пластинка
1‒12 — нейроны, 9 — Т-образные нейроны
Ch₁/₂ — первая и вторая хиазмы

Представляют собою громадные, резко обособленные боковые части головного мозга, связанные со сложными глазами. По сложности строения они превосходят стебельчатые тела. Каждая оптическая доля состоит из трёх отдельных ганглиозных масс, которые представляют собою нервные переплетения и слои нервных клеток:
- Ганглиозная пластинка — это ближайшая к сложному глазу масса, имеющая более или менее плоскую форму, расположена приблизительно параллельно поверхности глаза и соединена с ним множеством прямо идущих оптических волокон. Она обладает нейронами, соединяющие ганглиозную пластинку с головным мозгом непосредственно, минуя две медуллярные пластинки.
- Первая медуллярная пластинка лежит глубже по направлению к головному мозгу насекомого от ганглиозной пластинки. Она подразделена на три слоя параллельно своей поверхности и соединена с ганглиозной пластинкой множеством волокон, которые, перекрещиваясь друг с другом, образуют первую хиазму.
- Вторая медуллярная пластинка находится ещё глубже и соединена с первой медуллярной пластинкой перекрещивающимися Т-образными нейронами, образующих вторую хиазму. Она состоит из четырёх частей разной величины. От второй медуллярной пластинки вглубь протоцеребрума идут многочисленные волокна, из которых одни соединяются с центральным телом, вторые со стебельчатыми телами, а третьи, наиболее длинные, пересекают весь протоцеребрум, достигая другой стороны второй медуллярной пластинки, образуя оптическую комиссуру.

Степень развития оптических долей находится в корреляции с развитием глаз. Так, у трутня в соответствии с его очень большими глазами оптические доли крупнее, чем у матки и рабочей пчелы.

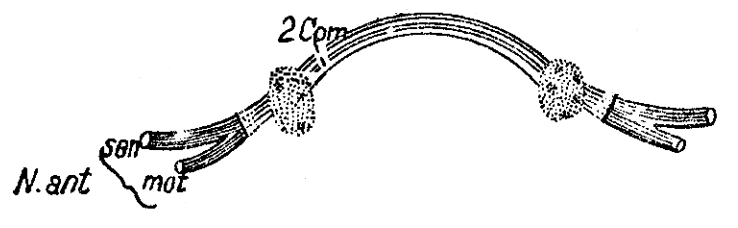
Дейтоцеребрум:
2Com — комиссура, соединяющая парные антеннальные доли
N.ant — антеннальные нервы
mot — спинной моторный корешок
sen — брюшной сенсорный корешок

### Дейтоцеребрум
Второй отдел головного мозга насекомых, иннервирующий усики. Он образован парными антеннальными долями, которые связанны друг с другом хорошо выраженной комиссурой, имеющие связь с чашечками стебельчатых тел в протоцеребруме, обеспечивая участие обонятельных стимулов в общей работе нервной системы. Антеннальные доли плавно переходят в антеннальные нервы, которые начинаются двумя спинным моторным и брюшным сенсорным корешками.